# Christine Haidegger
Christine Haidegger (ur. 27 lutego 1942 w Dortmundzie, zm. 5 grudnia 2021) – austriacka poetka i pisarka.

## Życiorys
Urodziła się jako dziecko austriackich rodziców w Dortmundzie w Niemczech i dorastała w Górnej Austrii. Mieszkała w Salzburgu od połowy lat pięćdziesiątych. Po maturze spędziła sporo czasu w Anglii, Francji, Włoszech i USA. Pracowała jako niezależna pisarka od 1964. Jej pierwsza powieść Zum Fenster hinaus opisuje powojenne dzieciństwo w Austrii. Haidegger założyła Salzburg Authors’ Group (Salzburska Grupa Autorów) (SAG) i była jej członkiem honorowym. Była też znacząco zaangażowana w rozwój Salzburskiego Domu Literatury. Haidegger opublikowała wiele powieści, opowiadań, dzienników podróżniczych, sztuk teatralnych i wierszy. W 1991 roku była pisarzem-rezydentem w Roanoke College w Wirginii, USA.

## Życie prywatne
Była zamężna z Eberhardem Haideggerem. Mieli córkę, Christinę-Marię, która również została pisarką i publikowała pod pseudonimem Meta Merz. Jej córka zmarła w 1989 roku, po jej śmierci Christine Haidegger była inicjatorem Nagrody Literackiej Meta Merz.
Zmarła 5 grudnia 2021 roku w wieku 79 lat.

## Publikacje
Źródło:
- Entzauberte Gesichte. poetry. Darmstadt: Bläschke, 1976.
- Zum Fenster hinaus. Eine Nachkriegskindheit. novel. Reinbek: Rowohlt, 1979.
- Adam / Adam. novel. Wien: Verlag der Österreichischen Staatsdruckerei, 1985.
- Atem. Stille. poetry. Baden: Grasl, 1993.
- Schöne Landschaft. collected prose. Salzburg: edition prolit, 1993.
- Amerikanische Verwunderung. Skizzenbuch zu einem Aufenthalt. short prose. Vienna: Wiener Frauenverlag, 1993.
- Cajuns, Cola, Cadillac. American Sightseeing. Vienna: Milena, 1997.
- Weiße Nächte. poetry. Baden bei Wien: Grasl, 2002.
- Mama Dear. English, translation of Zum Fenster hinaus. Riverside (CA), 2002.
- Fremde Mutter. novel. Salzburg, Vienna: Müller, 2006.
- Herz. Landschaft. Licht. poetry. Salzburg: Otto Müller, 2009.
- Translation into German of poetry „Riflessione” by Fabio Recchia, Levico (Italian), 2009.
- Texas Travels. travel narratives. Vienna: Der Apfel, 2010.
- Herzland. poetry CD, 2013.
- Zum Fenster hinaus. Eine Nachkriegskindheit. reissued. Salzburg, Vienna: Otto Müller Verlag, 2016.
- Nach dem Fest. stories. Salzburg, Vienna: Otto Müller Verlag, 2018.
- Von der Zärtlichkeit der Wörter, poetry collection, 2020.

## Nagrody i wyróżnienia
- 1984: Nagroda Kulturalna Miasta Salzburg
- 1984: Nagroda Literacka im. Georga Rendla
- 1990: Krajowa Nagroda Kultury w Salzburgu
- 2002: Nagroda Maxa von der Grün
- 2002: Złoty medal za zasługi miasta Salzburga
- 2005: Nagroda poetycka miasta Salzburga